# Toquí pàl·lid
El toquí pàl·lid (Atlapetes pallidiceps) és un ocell de la família dels passerèl·lids (Passerellidae).

## Descripció
És més aviat de color terrós en comparació amb altres toquís i millor identificat per la corona i la gola pàl·lides, taques fosques a la cara i taques blanques a l'ala. Normalment es manté a prop de terra en boscos secs i matolls i de vegades s'alimenta a terra. De vegades visita menjadores dins de la Reserva de Yunguilla.

## Habitat
Habita zones àrides amb matolls dels Andes, al sud-oest de l'Equador. Es localitza en zones esllavissades de terra i camps en guaret en regeneració a cotes d'entre 1.650 i 1.950 metres. Es concentra a la vall de Yunguilla prop de Girón, Azuay on abunda el matoll baix, petites clarianes i àrees de bambú Chusquea. L'espècie, que sovint es veu en parelles alimentant-se a menys de 2 metres del sòl, col·loca estratègicament els nius en matolls de petits arbustos o bambú. Limitat al drenatge del riu Jubones a Azuay i Loja, al sud de l'Equador, el toquí pàl·lid es manté principalment localitzat dins dels pegats identificats, emfatitzant la seva especificitat d'hàbitat.

## Conservació
El toquí pàl·lid està classificat com a en “perill d'extinció”, amb menys de 250 individus madurs. Els esforços de conservació entre 2003 i 2012 van provocar un augment de la població però l'espècie continua en un estat precari. Una disminució de les tasques de conservació pot conduir a l'elevació a “en perill crític”. Malgrat una població estable, els esforços que es fan en l'actualitat són crucials per a la supervivència i la possible recuperació d'aquesta espècie.

## Amenaces
El toquí pàl·lid s'enfronta a amenaces significatives, en particular el parasitisme de posta per part del vaquer lluent (Molothrus bonariensis) amb una taxa de parasitisme del 42% l'any 2002 (Schmidt and Schaefer 2003; Oppel et al. 2004). El control reeixit de les valls des del 2003 ha impactat positivament la població. L'espècie és vulnerable als incendis, la qual cosa redueix la supervivència dels adults i està potencialment amenaçada per les sequeres, ja que la disponibilitat d'aigua influeix en la supervivència dels adults.